# Giovanni Serbandini
Giovanni Serbandini, detto Bini (Chiavari, 16 agosto 1912 – Lavagna, 23 marzo 1999), è stato un politico e partigiano italiano.

## Biografia
Figlio di una maestra e di un ferroviere, si laureò in lettere e divenne insegnante. Poi aderì al partito comunista clandestino e nel 1938, mentre insegnava alla Spezia, fu arrestato e condannato a quattro anni di carcere dal tribunale speciale fascista.
Uscito dal carcere nel 1942, riprese la sua attività politica e fondò nel 1943 il "Comitato 311" che si occupava di diffondere le idee antifasciste tra Sestri Levante e Genova facendo anche circolare il periodico "Libertà".
Sapendo che il sottotenente Aldo Gastaldi aveva nascosto a Chiavari le armi del suo plotone, l'8 settembre 1943 si reca a Genova per incontrarlo e fondare con lui un gruppo di partigiani a Cichero, frazione di San Colombano Certenoli nell'entroterra di Chiavari in val Fontanabuona: è il primo nucleo della Brigata poi Divisione Cichero.
Serbandini assume il nome di battaglia "Bini". Insieme a "Bisagno" (Aldo Gastaldi), "Bini" stabilisce per i componenti della brigata partigiana una severa disciplina di comportamento, il famoso "Codice di Cichero": "in attività e nelle operazioni si eseguono gli ordini dei comandanti, ci sarà poi sempre un'assemblea per discuterne la condotta; il capo viene eletto dai compagni, è il primo nelle azioni più pericolose, l'ultimo nel ricevere il cibo e il vestiario, gli spetta il turno di guardia più faticoso; alla popolazione contadina si chiede, non si prende, e possibilmente si paga o si ricambia quel che si riceve; non si importunano le donne; non si bestemmia".
Tra il 1944 e il 1945 Bini dirige il periodico "Il Partigiano", fondato con Aldo Gastaldi, redatto e stampato a Bobbio in val Trebbia.
Alloggiò pure alla villa tritone di Sorrento dove aveva alloggiato anche Benedetto Croce, proprio a Sorrento si era trasferito il cugino e la famiglia 
Dal 1945 al 1958 diresse l'edizione genovese de l'Unità che lasciò per diventare deputato del Partito Comunista Italiano per due legislature. Poi trascorse qualche anno in Unione Sovietica per curare una malattia seria. Successivamente si ritirò dalla vita pubblica e morì a Lavagna nel 1999.